# Peter Grønvold Samuelsen
Peter Grønvold Samuelsen (* 23. Oktober 1960 in Qasigiannguit) ist ein grönländischer Politiker (Siumut), Manager und Lehrer.

## Leben

### Frühes Leben
Peter Grønvold Samuelsen ist der Sohn des Produktionsleiters Samuel Samuelsen († 1991) und seiner Frau Nielsine Grønvold. Er ist mit der Näherin Kristine Skifte Heilmann (* 1965) verheiratet.
Peter Grønvold Samuelsen gründete 1980 die Jugendorganisation der Siumut mit. 1982 schloss er die Grønlands Seminarium zugehörige Schule mit dem HF-Examen ab. 1982 gründete er die Studentenorganisation KIK mit und war deren Sekretär. Von 1983 bis 1987 war er Mitgründer und Vorsitzender der Kinder- und Jugendorganisation Sorlak. 1984 gründete er den ersten Kajakverein in Nuuk. 1985 war er Vorsitzender des Jugendjahrausschusses der Regierung. Er schloss 1987 eine Lehrerausbildung am Ilinniarfissuaq ab. Anschließend wurde er zum Parteisekretär der Siumut ernannt und war in dieser Zeit auch Vorsitzender des Berufsbildungsrats. 1990 wurde er Lehrer in seiner Heimatstadt Qasigiannguit und nebenher war er von 1990 bis 1993 Herausgeber der Lokalzeitung Qaqqarsuaq. 1993 wurde er zum Aufsichtsratsvorsitzenden von Pilersuisoq ernannt, was er bis 1995 blieb.

### Politikkarriere
Peter Grønvold Samuelsen kandidierte erstmals bei der Parlamentswahl 1987, wurde aber nicht gewählt. Bei der Parlamentswahl 1991 versuchte er es nochmal und wurde er erstmals ins Inatsisartut gewählt. Bei der Folketingswahl 1994 konnte er sich nicht durchsetzen. 1995 wurde er wiedergewählt und zum Minister für Erwerb, Verkehr und Versorgung im Kabinett Johansen II ernannt. Als Lars-Emil Johansen 1997 zurücktrat, wurde Peter Grønvold Samuelsen bis zum Ende der Legislaturperiode 1999 Minister für Tourismus, Verkehr, Handel und Kommunikation im Kabinett Motzfeldt VI. Von 1993 bis 2001 war er Organisatorischer Vizevorsitzender der Siumut. Bei der Parlamentswahl 1999 wurde er nicht wiedergewählt.

### Karriere in der Wirtschaft
Von 1999 bis 2007 war er Aufsichtsratsvorsitzender bei Air Greenland und von 1999 bis 2008 Direktor der Rentenkasse SISA. Von 2007 bis 2010 war er Aufsichtsratsvorsitzender bei Royal Greenland und von 2008 bis 2014 Energiedirektor bei Polaroil. 2013 wurde er kommissarischer Direktor bei KNI, seit Juni 2014 war er es fest.
Am 29. März 2021 kündigte Peter Grønvold Samuelsen bei KNI nach acht Jahren als Direktor. Am selben Tag wurde bekannt, dass er von zwei ehemaligen Mitarbeiterinnen wegen sexueller Belästigung Anfang des Monats bei der Polizei angezeigt worden war. Im September 2021 wurde beschlossen, dass er vor Gericht soll. Die Staatsanwaltschaft forderte drei Monate Gefängnis. Die zweitägige Gerichtsverhandlung vor dem Kreisgericht in der Qeqqata Kommunia sollte am 1. und 2. Dezember stattfinden, musste aber aus logistischen Problemen kurzzeitig verschoben werden. Anschließend sollte die Verhandlung am 1. und 2. Februar 2022 stattfinden, aber da eine Zeugin krankheitsbedingt fehlte, konnte erneut kein Urteil gefällt werden. Da beim dritten Versuch am 24. März neue Erkenntnisse bekannt wurden und somit weitere Zeugen nötig waren, musste die Urteilsfällung erneut verschoben werden. Am 19. April 2022 wurde er schließlich zu drei Monaten Gefängnis und 5000 kr. Schmerzensgeld an sechs Frauen verurteilt. Ursprünglich wollte er in Berufung gehen, akzeptierte das Urteil aber Ende Juni.